# Hannibal Rising
Hannibal Rising és una pel·lícula de Peter Webber i Pietro Scalia, estrenada el 2007.
El Dr. Hannibal Lecter torna a Hannibal Rising, l'adaptació cinematogràfica de l'última novel·la de Thomas Harris. Altres pel·lícules han estat adaptades de les novel·les de Thomas Harris, reprenent el mateix personatge, entre les quals El silenci dels anyells, Red Dragon i Hannibal, i on es descobreix que el Dr. Lecter ha vist la seva família delmada durant la Segona Guerra Mundial a Europa de l'Est. Fins a Hannibal Rising no és explicada la infantesa i l'adolescència del cèlebre assassí caníbal.

## Argument
La pel·lícula cobreix la seva vida de sis a vint anys i ens aclareix les circumstàncies de la mort de la seva família, sobretot la de la seva germana, Mischa, morta i devorada per criminals de guerra afamats en una tempesta. Mostrant-nos la joventut d'un monstre, es tracta al mateix temps de demostrar-ne la gènesi: és la construcció psíquica del Dr. Lecter.
La seva intel·ligència, les seves qualitats d'esteta, el seu gust per la forma, són tantes facetes de la seva personalitat, de la qual la pel·lícula intenta en part donar les claus. Al Dr. Lecter, s'aplica aquesta retrospectiva que feia patir l'agent Starling: s'entra en el seu passat per tal de comprendre'l millor. Aquesta pel·lícula ens n'ensenya també més sobre la seva família.

### Cronològicament
El jove Hannibal supervivent de la massacre de la seva família és col·locat en un orfenat. Anys més tard, adolescent, fuig de l'orfenat en el qual s'havia reclòs en el silenci. Marxa a França, amb l'única adreça del seu oncle escrita al dors d'un sobre: arriba al seu castell, no troba més que la seva dona, una japonesa, Lady Musaraki. Aquesta última juga per a ell un doble paper: no és només la que li dona un pit a la vegada maternal i eròtic, sinó també la que li dona un codi de l'honor, del ritual i de la cultura. De la mateixa manera que el seu pare, la seva mare i el seu (únic) amor, Lady Musaraki és el referent per excel·lència del jove Hannibal.
Tanmateix, els esforços que hi posa per calmar el seu esperit de venjança (que ha posat en marxa amb el seu ensenyament del codi de l'honor samurai) seran debades. Quan Hannibal entra a la facultat de medicina (on ha de realitzar amb un treball a tall de compensació de la beca), descobreix una passió mòrbida pels cadàvers. Els somnis en flash-back  del vespre de l'homicidi i de l'àpat totèmic de la seva germana no deixen d'obsessionar-lo i acaba cedint a la temptació d'utilitzar un sèrum de veritat per recobrar la memòria.
A partir d'aquí, Hannibal intenta venjar la seva germana (i la seva família, però ja no ho menciona gaire a la pel·lícula), la qual cosa el porta a executar una sèrie d'homicidis sanguinolents on el gust de Hannibal per a la carn humana es comença a manifestar.
Encara no és l'ésser refinat que serà en els anys venidors i el jove Hanníbal interpretat per Gaspard Ulliel comença a fer el seu camí cap al que serà: cultivat, manipulador i sobretot amargament incapaç de sentir altres passions que la del seu gust per la carn. La pel·lícula proposa doncs un origen del mal simplista: després de veura la seva germana ser devorada per soldats afamats, Hannibal s'hauria fet caníbal.

## Repartiment
- Gaspard Ulliel: Hannibal Lecter
- Helena Lia Tachovka: Mischa Lecter
- Gong Li: Lady Murasaki Shikibu
- Rhys Ifans: Vladis Grutas
- Kevin McKidd: Petras Kolnas
- Richard Brake: Enrikas Dortlich
- Stephen Walters: Zigmas Milko
- Ivan Marevich: Bronys Grentz
- Charles Maquignon: Paul Momund
- Dominic West:Inspector Pascal Popil
- Ingeborga Dapkunaite:La mare de Hannibal
- Marek Vašut:El capità